# کنتا (موسیقی‌دان)
کنوت کنت گوستافسون (سوئدی: Knut Kenneth Gustafsson؛ ‏ ۱۱ اوت ۱۹۴۸ – ۳ مارس ۲۰۰۳) مشهور به کنتا، یک موسیقی‌دان و خواننده اهل سوئد بود.
از فیلم‌ها یا مجموعه‌های تلویزیونی که وی در آن‌ها نقش داشته است می‌توان به به ما می‌گویند وصله ناجور اشاره نمود.